# Djélébou
Djélébou est une commune rurale malienne de l'arrondissement central et du cercle de Aourou dans la région de Kayes. Elle a pour chef-lieu la localité de Aourou. La commune doit son nom au cours d'eau intermittent Djélébou, affluent du Karakoro. Elle fait partie de l'aire culturelle du Guidimakan.

## Géographie
La localité de Aourou est située sur la route nationale RN 21 à 74 km au nord du chef-lieu régional Kayes. Le Karakoro, cours d'eau intermitent et affluant de la rive droite du fleuve Sénégal, marque la limite occidentale de la commune et la frontière entre le Mali et la Mauritanie. 
|          | Karakoro              |          |
| Baydam   | Djélébou              | Koussané |
| Chleikha | Guidimakan Kéri Kaffo | Bangassi |

## Histoire
Le nom Djélébou est issu de Dialibou nom d’une femme Peuhl qui s’est noyée dans le marigot et lui a donné son nom.

## Villages
La commune s'étend sur 11 localités relevées lors du recensement général de 2009. 
Les villages les plus peuplés sont :
- Aourou (4 963 habitants) ;
- Sérénaty (2 763 habitants) ;
- Leya (2 760 habitants).

La loi 2023-007 attribue à la commune rurale 13 villages  :
- Aourou
- Dindinaye
- Sambawanssi
- Horognéwa
- Sarayero
- Sérénaty
- Melga-Soninké
- Melga-Toucouleur
- Tichy Ambidédi
- Nahaly
- Leya
- Guéléba
- Ergui

## Politique
En 2009, la commune rurale est dirigée par un conseil communal de 17 membres qui élit en son sein le Maire.
| Année | Maire élu      | Parti politique |
| ----- | -------------- | --------------- |
| 2007  | Boubou Sissoko | URD             |
| 2009  | Amady Camara   | URD             |

## Lien
- Monographie de la commune rurale de Djélébou (2009), GRDR.